# Kazem Radjavi
 (octobre 2011).
Si vous disposez d'ouvrages ou d'articles de référence ou si vous connaissez des sites web de qualité traitant du thème abordé ici, merci de compléter l'article en donnant les références utiles à sa vérifiabilité et en les liant à la section « Notes et références ».
Kazem Radjavi (en persan : کاظم رجوى) (né le 8 février 1934 en Iran et décédé le 24 avril 1990) est un activiste iranien, un professeur d'université, et un défenseur des droits de l'homme. Assistant en droit constitutionnel, il se marie avec une jeune Française en 1964. Trois enfants naissent de cette union (deux garçons et une fille).
Il s'est engagé dans des efforts internationaux pour défendre les droits de l'homme en Iran et a été une voix d'opposition majeure au gouvernement fondamentaliste iranien,.

## Biographie
Durant sa vie, Kazem Radjavi lutte activement contre les régimes du Shah et de Khomeini. Il alerte notamment l'opinion internationale à propos des répressions qui ont lieu en Iran. Son frère, Massoud Radjavi dirige une composante de la Résistance iranienne, l'Organisation des moudjahiddines du peuple iranien.
Kazem Radjavi vit en France de 1957 à 1965, puis décide de s’installer en Suisse pour poursuivre son doctorat en relations internationales à l'Institut universitaire de hautes études internationales (IUHEI) de Genève. Il obtient son doctorat avec les félicitations du jury pour une thèse intitulée La dictature du prolétariat et le dépérissement de l'État de Marx à Lénine. Il est ensuite nommé pour enseigner dans plusieurs Instituts de politologie et à la Faculté de Droit de l'Université de Genève[réf. nécessaire].
En 1971, il apprend que son jeune frère de 23 ans, Massoud Radjavi, futur leader de l'OMPI, est condamné à mort par un tribunal militaire du Shah pour délit d'opinion. Immédiatement, Kazem demande l'asile politique en Suisse et organise une grande campagne médiatique et judiciaire pour tenter de sauver son frère et ses compagnons de l'exécution. Parmi la fratrie Radjavi, Kazem est le seul à avoir demandé l'asile politique et à s'être opposé au Shah d'Iran pour sauver Massoud. Kazem refuse le chantage du Shah, qui lui propose de signer une lettre « condamnant l'activité politique honteuse » de Massoud[réf. nécessaire].
Avec l'aide d'avocats genevois, dont le chef de file est Christian Grobet, futur président du Conseil d'État de Genève, et le soutien d'association de défense des droits humains tels Amnesty International ou la Ligue suisse des Droits de l'Homme, Kazem Radjavi fonde l'Association suisse de défense des prisonniers politiques iraniens. Après des mois d'efforts médiatiques, il obtient finalement du Shah que la peine de mort de Massoud soit commuée en peine à perpétuité pour « motifs humanitaire » en raison du très jeune âge de son petit frère[réf. nécessaire]. En fait, Kazem a réussi à provoquer l'intervention personnelle auprès du Shah d'un Conseiller fédéral socialiste suisse de l'époque, Pierre Graber[réf. nécessaire]. Cette intervention a été décisive pour influencer le Shah, soucieux de préserver ses bonnes relations avec la Suisse, pays dans lequel il avait passé son enfance (à l'Institut Le Rosey) et dans lequel il se rendait annuellement (à Gstaad). Seul survivant des Moudjahidines emprisonnés, Massoud, bien que régulièrement torturé, assume la nouvelle direction de l'OMPI en prison. Il sera libéré lors de la révolution iranienne de 1979, au cours de laquelle les prisonniers politiques du régime précédent sont libérés.
Dès le début de la révolution iranienne, Kazem prend l'avion pour Téhéran et participe à la fondation du premier gouvernement civil de la jeune république iranienne. Il est le premier ambassadeur d'Iran auprès des Nations unies et des autres Organisations internationales de Genève du gouvernement provisoire de l'Iran. À cette époque, l'ayatollah Khomeini n'a pas encore pris le pouvoir en Iran et les différentes forces révolutionnaires sont encore en compétition pour le pouvoir. Après un poste similaire au Sénégal et dans d'autres pays de l'Afrique de l'ouest, Kazem démissionne avec fracas pour dénoncer la direction islamiste que prend le mouvement révolutionnaire. Il rentre en Suisse, et obtient pour la seconde fois, un titre de réfugié politique en 1982[réf. nécessaire]. Kazem aura donc été réfugié politique en Suisse contre deux dictatures successives, celle du Shah (monarchie) puis celle de Khomeini (théocratie). La même année, il entre au Conseil national de la résistance iranienne (C.N.R.I) fondé par son frère Massoud et l'ancien président iranien Abolhassan Bani Sadr, dont il  épouse la fille, tous deux réfugiés à Paris. Représentant pour la Suisse du C.N.R.I, Kazem arpente désormais les couloirs de l'O.N.U et de la Commission des Droits de l'Homme (C.D.H) en tant que défenseur ardent des droits humains. Méprisant les menaces de mort enregistrées par la police genevoise, son activisme aboutit à faire voter plusieurs résolutions condamnant la République islamique auprès de la CDH (Genève) et de l'Assemblée Générale (New-York).
Quand Massoud entre en clandestinité en Iran et se réfugie en France après l'assassinat de sa première épouse Achraf et de plusieurs hauts cadres de l'OMPI, Kazem apprend que sa petite sœur Monireh est emprisonnée par les Mollah. Radjavi avait reçu plusieurs menaces de la part d'agents de la République islamique d'Iran, mais avait continué son travail de activiste.

## Les circonstances de son assassinat
Pendant une décennie (1985-1995), la République islamique d'Iran a ouvertement organisé l'assassinat méthodique de plus d'une centaine d'opposants à l'étranger. Plusieurs tribunaux européens ont condamné judiciairement cette politique d'exécution extraterritoriale d'opposants iraniens. À Paris, Chapour Bakhtiar, l'ancien premier ministre du Shah, est atrocement égorgé dans son domicile parisien (Suresnes, 1991). En Suisse, un an avant l'assassinat de Kazem Radjavi, un prestigieux pilote militaire M. Moradi-Talebi, est fusillé dans une rue du cœur de Genève (rue Plantamour) sous les yeux de sa jeune épouse enceinte. Une casquette est déposée sur son corps : c'est la signature des services secrets iraniens, selon le rapport de la police suisse [réf. nécessaire]. La même casquette sera déposée sur le corps de Kazem Radjavi, le jour de son assassinat.
Après plusieurs mois de surveillance, le mardi 24 avril 1990, vers 11h40, deux véhicules piègent son automobile à Coppet à 200 mètres du domicile familial. Plusieurs hommes et une femme mitraillent son corps et l'achèvent d'une balle de pistolet dans la tête. Quelques minutes plus tard, ils s'enfuient en direction de l'aéroport de Genève-Cointrin (véhicules photographiés par les radars autoroutiers) et montent immédiatement dans un vol d'Iran Air en direction de Téhéran. Ils sont assis sur des sièges dont les numéros se suivent. Tous les tueurs possédaient un "passeport de service" officiel portant la mention "chargé de mission" leur permettant d'échapper aux contrôles de police. Une des voitures sera officiellement retrouvée dans le parking de l'ambassade d'Iran à Genève[réf. nécessaire].

## Seize ans d'enquête
Le 24 avril 1990, l'opposant iranien Kazem Radjavi est assassiné près de chez lui à Coppet (VD). Un mois plus tard, la justice vaudoise place sous mandat d'arrêt international treize suspects iraniens, protégés par des passeports officiels de service, mention : "chargés de mission" et des faux noms. Très vite aussi, Téhéran refuse logiquement de répondre aux demandes d'entraide judiciaire de la Suisse.
En décembre 1994, le gouvernement français (Édouard Balladur, premier Ministre) remet aux autorités iraniennes deux suspects, présumés coauteur de l'assassinat de Kazem Radjavi alors que les autorités judiciaires suisses avaient obtenu de la France la garantie d'une extradition pour les juger. Justifiée par des motifs d'opportunité politique ("raison d'Etat"), cette expulsion (qui s'apparente à une libération) est finalement jugée illégale par le Conseil d'État français qui annule le décret d'expulsion. Mais le mal est fait. Deux des assassins de Kazem Radjavi sont désormais réfugiés en Iran.
1997: Mise à la retraite du premier juge d'instruction cantonal vaudois Roland Chatelain. Le dossier reste bloqué jusqu'en 2004 (instruction toujours ouverte).
2004-2007 : En décembre 2004, Stéphane Radjavi, le fils aîné de Kazem Radjavi, reprend à zéro le dossier. Il prend immédiatement contact avec les autorités judiciaires argentines qui instruisent l'attentat antisémite (bombe) contre le Centre juif AMIA (85 morts, 1994). Des ponts d'information argentino-suisse permettent de cerner la responsabilité de l'Iran dans les deux attentats, notamment l'implication de l'ancien Ministre Fallahian et de l'ancien président Hachemi Rafsandjani.
Grâce à l'entraide judiciaire helvético-argentine, le juge d'instruction suisse Jacques Antenen va considérer qu'il possède désormais suffisamment d'éléments juridiques pour mettre en cause les plus hautes autorités exécutives de l'Iran (période iranienne 1987-1994). Le 21 mars 2006, le juge place l'ancien chef des services secrets iraniens Ali Fallahian sous mandat d'arrêt international (Interpol) pour "complicité d'assassinat" dans le crime de Kazem Radjavi. Désormais, le crime d'état est formellement reconnu par la justice suisse ; techniquement il ne s'agit donc plus d'un "crime de droit commun" réalisé par "quelques individus iraniens isolés" . Quelques semaines plus tard, l'Argentine dépose à son tour un mandat d'arrêt international à l'encontre de l'ancien président Rafsandjani, pour son implication dans l'attentat de l'AMIA.
Sur le plan social, Stéphane Radjavi obtient des autorités de la ville de Genève une reconnaissance officielle du statut humaniste de son père Kazem par la pose d'une plaque commémorative en marbre (24 avril 2005, 2 rue Argand, Genève) et par l'attribution d'une rue dans le quartier du siège européen de l'ONU (rue Kazem Radjavi, près de l'Avenue de la Paix qui mène à la Place des Nations, inauguration courant 2008).
En 2020, la prescription étant atteinte, le procureur indique que le dossier va être clôturé.
Le 23 septembre 2021, le Tribunal pénal fédéral estime que le meurtre peut relever d'une campagne de génocide et de crimes contre l’humanité et peut être donc non prescriptible, ce qui rouvre l'instruction du Ministère public de la Confédération.